# Gori vatra – Feuer!
Gori vatra – Feuer! (Gori vatra) ist eine 2003 veröffentlichte Tragikomödie des bosnischen Regisseurs Pjer Žalica.

## Handlung
Die kleine bosnische Stadt Tešanj, wird drei Jahre nach dem Dayton-Vertrag (1998) durch den angekündigten Besuch des US-amerikanischen Präsidenten Bill Clinton in Aufruhr versetzt.
Die Einwohner erhoffen sich durch seinen Besuch eine Verbesserung der Lebensqualität und mehr Wohlstand im vom Krieg getroffenen Städtchen. Deshalb setzen sie alles daran, sich und Tešanj von der besten Seite zu zeigen, indem sie die Schattenseiten der Stadt zu überdecken versuchen. Die jahrelange Korruption, Kriminalität und ethnischen Konflikte müssen innerhalb einer Woche überwunden werden.
So schmücken die Bosnier die US-Flagge paradoxerweise mit roten, anstatt mit weißen Sternen. Dies stellt wieder den Bezug zur alten kommunistischen Herrschaft in der SFRJ her.
Als Vorbild diente Pjer Žalica das Stück Der Revisor von Gogol.

## Diskografie
Zum Film entstand auch ein gleichnamiges Album mit einigen Musikausschnitten aus dem Film.
1. Iznad Tešnja zora sviće
2. Suada fuse
3. Budio
4. Rudnik
5. Guarda che luna
6. Sada mi se javljaš mila
7. Ozledim
8. Iznad Tešnja zora sviće (hor)
9. Hitka
10. Io sono di piu
11. I Feel So Good
12. Yazik oldu
13. Gori vatra (Hauptthema)
14. Iznad Tešnja zora sviće, dobro doš'o predsjedniče
15. Odlazim (instrumental)
16. Amra
17. Emina

## Kritik
- Gori Vatra ist ein „maßvoll-exzentrischer Spielfilm“. „Die Handlung wird von einem durchgehend bitter-süßen Ton bestimmt: Mal lässt man sich mit Wodka voll laufen, mal tritt man auf eine Mine, von denen überall in Bosnien Tausende herumliegen. […] Die Machart zeichnet sich nicht gerade durch besonderes Feingefühl aus, doch das Drehbuch verdankt ihr zwei oder drei Einfälle (vor allem die ohne viel Aufsehens zurückkehrenden Toten, die mit den Lebenden reden wollen). Das gibt der Erzählung ihren Halt. […] Er reiht sich gut ein in die Garde junger Filmemacher, die in Europa von sich reden zu machen.“[3]

## Auszeichnungen
Alle Auszeichnungen wurden 2003 vergeben.
Bogdan Diklić erhielt Preise als bester Schauspieler am Amiens International Film Festival und am Marokko International Film Festival.
Pjer Žalica war beim International Film Festival Bratislava für den Grand Prix nominiert sowie für den Fassbinder-Preis im Rahmen des Europäischen Filmpreises. Der Regisseur gewann den C.I.C.A.E. Award, den Silbernen Leoparden und den Goldenen Stern beim Internationalen Filmfestival von Locarno. Daneben wurde er Dritter beim Nachwuchs-Jurypreis. Beim Sarajevo Film Festival bekam Pjer Žalica den Hauptpreis Herz von Sarajewo.
Gori Vatra gilt neben dem Oscar-prämierten Spielfilm No Man’s Land von Danis Tanović als erfolgreichster Film Bosnien-Herzegowinas.